# سانجو سانه‌تومی
سانجو سانه‌تومی (به ژاپنی: 三条 実美 Sanjō Sanetomi); ۱۳ مارس ۱۸۳۷ – ۱۸ فوریهٔ ۱۸۹۱) سیاستمدار اهل ژاپن بود.
اولین اداره‌های اجرایی دولت میجی (Sanshoku) (مقام‌های سه‌گانه) در تاریخ ۳ ژانویه ۱۸۶۸ تأسیس شد: Sosai (رئیس)، Gijō (اداره) و San'yo (دفتر مشاوران). این دفاتر در تاریخ ۱۱ ژوئن ۱۸۶۸ با تشکیل دایجو-کان (شورای بزرگ کشور) لغو شدند. در دولت جدید میجی، سانجو سانه‌تومی وزیر راست (۱۱ ژوئن ۱۸۶۸–۱۵ اوت ۱۸۷۱) بود و از ۱۵ اوت ۱۸۷۱–۲۲ دسامبر ۱۸۸۵) دایجو-دایجین شد.